# Lycée Paul-Valéry
Pour les articles homonymes, voir Lycée Paul-Valéry (Maroc).
Le lycée Paul-Valéry est un établissement public d'enseignement général et technologique du 12e arrondissement de Paris situé 38, boulevard Soult. C'est un lycée à vocation scientifique et artistique, réputé notamment pour ses sections de formation aux métiers du cinéma et de l'audiovisuel qui furent les premières créées en France en 1983, ainsi que pour sa forte coloration dans le domaine du numérique éducatif et des sciences informatiques, notamment par le biais de son FabLab numérique. L'établissement propose également des  classes CHASE (classes à horaires aménagés pour sportifs d'excellence). 
D'ici 2025, le lycée Paul-Valéry est destiné à devenir un campus d'excellence des métiers et des qualifications en intelligence artificielle (CMQE-IA), projet conjointement mené par le rectorat et la région d'Île-de-France : en plus des cours classiques dispensés au collège, lycée et classes préparatoires, il mettra à disposition des élèves, de la communauté éducative et des riverains des espaces et des temps de sensibilisation, d'acculturation et de formation en intelligence artificielle.
Le lycée accueille des CPGE littéraires (Khâgnes A/L et LSH) et scientifiques (MP, MPSI,  MP2I, MPI, PCSI et PSI).
Le lycée Paul-Valéry est par ailleurs connu pour le documentaire sociologique sur un groupe de ses élèves, tourné annuellement durant 10 ans de 1984 à 1993, intitulé Que deviendront-ils ?.

## Histoire
Le lycée a été construit en deux tranches, au tout début des années 1960, à l'emplacement des anciennes fortifications de l'enceinte de Thiers et du stade de la Porte-Dorée (dont il utilise les infrastructures sportives), d'abord sous le nom d’annexe du lycée Jean-Baptiste-Say (ouvert en septembre 1957), puis de lycée mixte du boulevard Soult, avant de trouver son appellation définitive en 1962 en empruntant son nom à l'écrivain et poète Paul Valéry. 
Il est de fait le plus grand établissement du 12e arrondissement de Paris, tant en surface (barre de 200 m de long sur quatre niveaux) qu'en nombre d'élèves. Il fait partie des lycées construits à la suite du baby boom de l'après-guerre. À sa création, le lycée Paul-Valéry était le lycée parisien dont la circonscription géographique était la plus étendue, puisqu'il recouvrait une partie de l'Est parisien et de l'actuel département du Val-de-Marne.

## Paul-Valéry, futur campus de l'intelligence artificielle
La région Île-de-France et le rectorat de Paris travaillent à l’installation du premier campus de l’intelligence artificielle de France au lycée Paul-Valéry. Livré en 2025, le campus mène cependant déjà plusieurs actions pédagogiques : 
- Sensibiliser et acculturer les publics à l’IA : les lycéens, les collégiens, la communauté éducative mais aussi les riverains et les Franciliens,
- Former à « l’IA » et par « l’IA » par la mobilisation d’entreprises innovantes du monde des « technologies de l’éducation » dit EdTech,
- Diffuser les solutions d’IA dans les entreprises franciliennes par de la formation et de l’accompagnement.

Le lycée profitera des apports de l’IA dans sa conception et son fonctionnement avec une approche « bâtiment intelligent ». Il disposera à terme de lieux dédiés pour mener des projets collaboratifs et accueillir ses partenaires grâce à : un espace de recherche ’IA lab’, un incubateur de projets et d’entreprises, un espace de formation à l’IA, un espace de coworking, un fablab numérique, un lieu connecteur-démonstrateur, etc.
Dans le cadre de ce projet, l'établissement propose déjà régulièrement à ses élèves et sa communauté éducative des conférences, des rencontres avec des ingénieurs et chercheurs en IA ainsi que des Hackathons, des participations à des concours ou encore des ateliers de sensibilisation à l'IA.

## Le FabLab Paul-Valéry
En 2018, deux enseignants de la cité scolaire, Thibaut Plisson et Stéphane Pamphile, ont construit un espace entièrement consacré au numérique et à la découverte des sciences informatiques, appelé FabLab Paul-Valéry. 
Les élèves de tout âge et étudiants de prépa de la cité scolaire y viennent durant leur temps libre pour découvrir différents domaines des sciences informatiques et de ses applications en robotique, en programmation, en modélisation, conception et impression 3D, en intelligence artificielle, en conception web ou encore en IoT.
Du matériel est mis à disposition des élèves dans ce lieu pour concevoir leurs projets numériques : ordinateurs, tablettes graphiques, imprimante 3D, graveuse laser, casques VR, stations de travail, microordinateurs et microcontrôleurs, robots éducatifs programmables, etc.
Conjointement avec le projet de Campus de l'IA dans lequel le FabLab est pleinement intégré, les élèves se voient régulièrement proposés des conférences, des Hackathons, des ateliers avec des professionnels des métiers de l'informatique, des concours, etc. Lauréat en 2021 du prix de l'Innovation pédagogique, le projet permet d'accueillir aujourd'hui une centaine d'élèves par semaine en dehors du temps scolaire et ouvre occasionnellement ses portes aux élèves des autres établissements parisiens.

## Formations
Le lycée accueille environ 1400 élèves dans ses sections collège (400 élèves), lycée et classes préparatoires (1000 élèves) pour 100 enseignants et revêt aujourd'hui une triple coloration : artistique (par l'intermédiaire de ses classes d'arts plastiques et arts audiovisuels), numérique (par l'intermédiaire de ses classes numérique et sciences informatiques, de son FabLab et du projet de Campus) et sportive (par l'intermédiaire de ses classes CHASE et des infrastructures sportives implantées sur une superficie de quatre hectares).
Depuis une vingtaine d'années, le lycée propose de nombreux enseignements artistiques, notamment orientés vers les métiers de l'audiovisuel, avec la création en 1983 de la première section audiovisuelle cinéma en France. Depuis quelques années, le lycée Paul-Valéry est le seul lycée à Paris qui propose une option cinéma en classes préparatoires aux grandes écoles, notamment en collaboration avec l'École normale supérieure. Depuis la rentrée 2010, cette option initialement proposée en hypokhâgne est étendue en khâgne avec l'ouverture d'une khâgne Ulm, options cinéma-audiovisuel, lettres modernes et histoire-géographie. 
Depuis 2012, l'établissement a également activement développé ses filières tournées vers les sciences informatiques : pionnier en 2012 dans l'enseignement ISN (informatique et sciences informatiques) proposé aux élèves de terminale scientifique, il a ensuite participé à la phase d'expérimentation de l'ICN (informatique et création numérique), rare établissement parisien proposant alors jusqu'au baccalauréat des cours d'initiation à l'informatique à des élèves de toutes les filières et à tous les niveaux de la seconde à la terminale. En 2015, l'établissement développe également un parcours spécifique appelé « Parcours numérique » à destination des collégiens, aujourd'hui intégré au projet FabLab. En 2019, le lycée ouvre sa spécialité NSI (Numérique et sciences informatiques) aux élèves de première puis de terminale. En 2021, il fait partie des quelques établissements retenus pour ouvrir les premières classes préparatoires MP2I (maths, physique, ingénierie et informatique), suivies en 2022 d'une MPI (maths, physique et informatique).

## Architecture

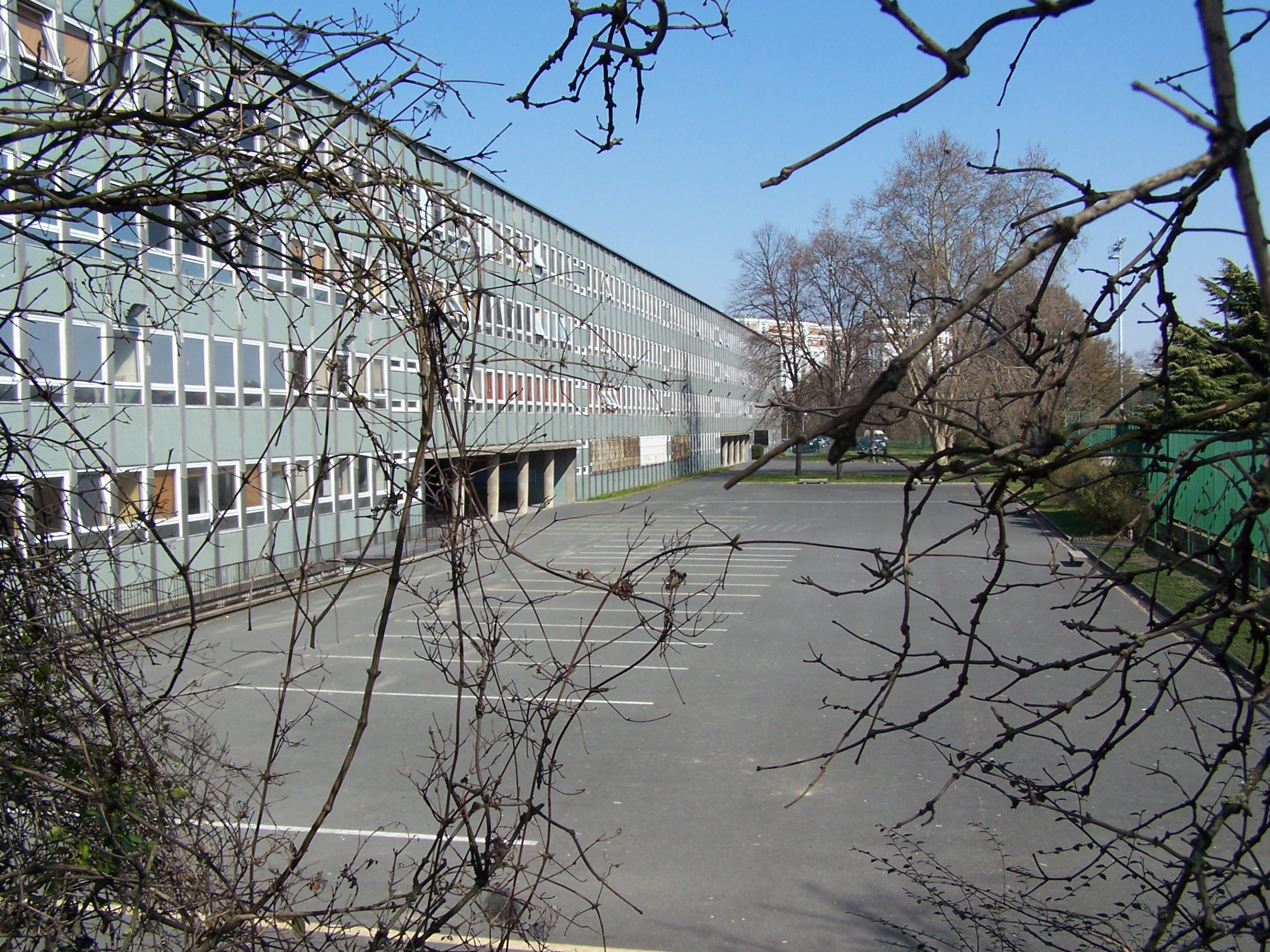
L'arrière du lycée Paul-Valéry depuis la rue du Général-Archinard.

Le lycée Paul-Valéry, réalisé en deux tranches sur les plans des architectes J.-C. Dondel et R. Dhuit ressemble à beaucoup des lycées construits au début des années 1960 : un lycée monobloc, où la même fenêtre se répète sur toute la longueur de la façade, des vitraux polychromes sous les préaux, mosaïques vert clair, vert foncé, orange sur les murs du bâtiment administratif.
Une sculpture géante, en bronze, taillée à coups de serpe par le sculpteur Robert Couturier (1905-2008), représentant un couple, avec un enfant dans les bras, trônait au centre du parterre circulaire gazonné qui marque encore l'entrée du lycée. Cette statue fut retirée sans explication après quelques années.

## Documentaire:Que deviendront-ils?
Que deviendront-ils ? est le titre d'un documentaire de Michel Fresnel, qui a eu 12 épisodes entre 1984 et 1996, diffusé sur Antenne 2, puis France 2, et enfin sur France 5. Les élèves d'une classe de sixième du collège et lycée Paul-Valéry ont été suivis, dix ans durant, par la caméra de Michel Fresnel pour réaliser un documentaire sociologique sur ces jeunes qui ont grandi dans les années 1980. Ils racontent leur quotidien, leurs difficultés, et leurs espoirs. Après trois ans d'interruption, Que deviendront-ils ? se voit ajouter deux épisodes.

## Personnalités liées au lycée

### Anciens élèves notables
- Alexandre Adler[6], journaliste et historien
- Martine Aubry[7],[6], ministre et députée, maire de Lille
- Franck Balandier[7], écrivain
- Catherine Belkhodja[réf. nécessaire], actrice, journaliste, auteure-réalisatrice
- Jean Bonnefoy[réf. nécessaire], traducteur, écrivain, musicien
- Jean-Claude Dauphin[réf. nécessaire], homme de théâtre
- Mathieu da Vinha[réf. nécessaire], historien
- Sophie Duez[réf. nécessaire], comédienne
- France Gall[8],[9], musicienne et chanteuse
- Zeev Gourarier, conservateur de musée
- Maurice Gourdault-Montagne[8], ambassadeur et haut fonctionnaire
- Eva Ionesco[10], actrice et réalisatrice
- Philippe du Janerand[réf. nécessaire], acteur et écrivain
- Christian Louboutin[10], bottier
- Maïwenn[réf. nécessaire], actrice, scénariste, réalisatrice, productrice
- Sandrine Mazetier[11],[8], femme politique, députée.
- Jean Mulatier[réf. nécessaire], dessinateur, caricaturiste
- Charlotte Valandrey[6], comédienne
- Rama Yade[6], femme politique
- Smaïn[réf. nécessaire], comédien et humoriste français
- Guy Konopnicki, écrivain et historien
- François Civil, acteur

L'Association des anciens élèves, professeurs et personnels administratif du lycée Paul-Valéry (APV) a été fondée par un groupe d'anciens élèves en 2010.

### Anciens professeurs notables
- Arthur Giovoni, professeur de lettres classiques, résistant et homme politique[13] ;
- Jean-Marie Zemb, professeur d'allemand, linguiste ;
- David Assouline, professeur d'histoire-géographie ;
- Michèle Blumenthal, maire du 12e arrondissement (2001-2014)[6], professeur d'histoire-géographie.

## Accès
Le lycée est accessible par les lignes :
- Ligne 8 du métro de Paris à Porte-Dorée et Michel Bizot
- Ligne 6 du métro de Paris à Bel-Air
- Ligne 3a du tramway d'Île-de-France à Montempoivre.